# Madison Eginton
Madison Eginton, née le 28 août 1989, est une actrice américaine.

## Filmographie

### Au cinéma
- 1994 : Star Trek: Generations : Picard's Kid
- 1999 : Eyes Wide Shut : Helena Harford
- 2000 : Psycho Beach Party de Robert Lee King : Florence Forrest jeune
- 2002 : Joshua Tree (court-métrage) de Jonathan W.A. Messer : Sylvia Cooley
- 2010 : Death and Cremation : Courtney

### À la télévision
- 1996 : Docteur Quinn, femme médecin (Dr. Quinn, Medicine Woman) (série télévisée) : Ellie
- 1998 : Incorrigible Cory (Boy Meets World) (série télévisée) : Young Rachel
- 1999 : Stark Raving Mad (série télévisée) : Ellen
- 2000 : Les Anges du bonheur (Touched by an Angel) (série TV) : Young Angela
- 2000 : Urgences (série TV) : Hannah O'Brien
- 2000 : Angel  (série télévisée) : Bethany jeune
- 2009 : Tout le monde déteste Chris (Everybody Hates Chris) (série TV) : Girl #2